# Bezena
Fala – wieś w Słowenii, w gminie Ruše. W 2018 roku liczyła 556 mieszkańców.